# Còdex Dresden
El Còdex Dresden, també conegut com a Codex Dresdensis, és un llibre dels maies de Chichén Itzá de la península de Yucatán, que data del segle xi o XII. Es creu que aquest llibre, o còdex maia, és còpia d'un text original que el precedeix en uns tres-cents o quatre-cents anys. És el llibre més antic escrit a Amèrica conegut pels historiadors.
El Còdex Dresden consta de 39 fulls, amb escriptura en tots dos costats, amb una longitud total de 3,56 m. Originàriament, el manuscrit havia estat doblegat en forma d'acordió. En l'actualitat, s'exhibeix en dues parts, cadascuna amb una longitud d'aproximadament 1,8 m, al museu de la Biblioteca de l'estat saxó de Dresden, Alemanya. El document ha tingut un paper clau en el desxiframent dels glifs maies.

## Història

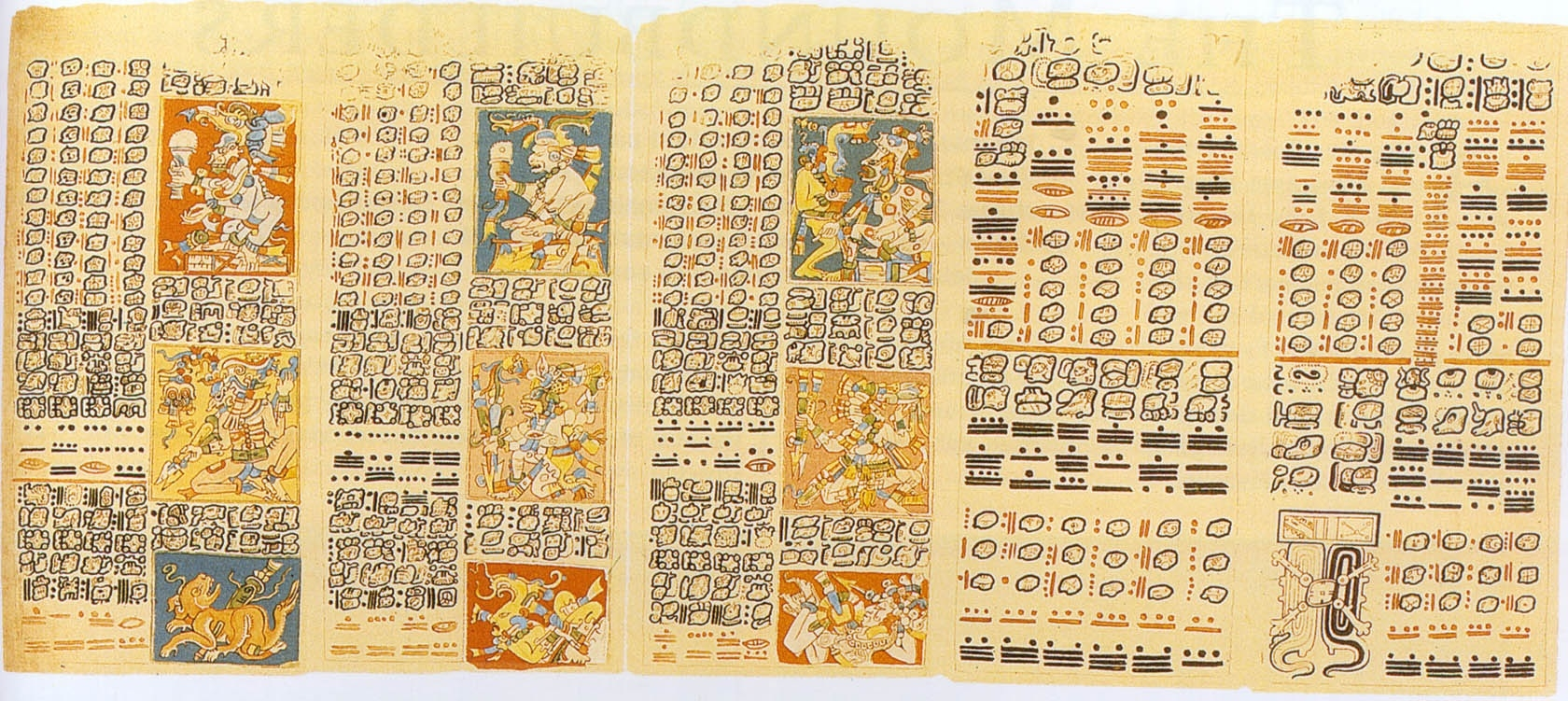
Primera publicació al 1810 de Humboldt, que va pintar-ne cinc pàgines per al seu últim llibre

El còdex, el comprà el 1739 Johann Christian Götze, director de la Biblioteca Reial de Dresden, a un propietari privat de Viena. No se sap com arribà a Viena, tot i que es creu que el podia haver enviat Hernán Cortés el 1519 com a homenatge al rei Carles I. El rei havia nomenat Cortés com a governador i capità general del territori recentment conquistat de Mèxic. El còdex va romandre a Europa des de llavors.
El 1810, Alexander von Humboldt publica cinc pàgines del còdex en el seu atles Vues des Cordillères et Monuments des Peuples Indigènes de l'Amérique. La biblioteca de l'estat de Saxònia publicà el còdex per primera vegada el 1848. No va ser sinó fins a 1853 que Charles Étienne Brasseur de Bourbourg identificà el text com un manuscrit maia.
El 1835, el còdex va ser col·locat entre panells de vidre en dues parts, amb un longitud d'1,85 i 1,77 m.
Entre 1880 i 1900, el bibliotecari Ernst Wilhelm Förstemann de Dresden va aconseguir desxifrar la secció del calendari, incloent-hi els numerals maies utilitzats en el còdex. Aquests nombres es basen en un sistema de numeració vigesimal format per tres símbols: zero (forma de petxina), un (punt) i cinc (barra). Altres fites en el procés de descodificació foren l'assignació de deïtats a glifs específics per Paul Schellhas al 1897 i l'enfocament de desxiframent fonètic de Iuri Knorozov en la dècada de 1950. El treball de Knorozov es va basar en l'alfabet desenvolupat per Diego de Landa al voltant de 1566.

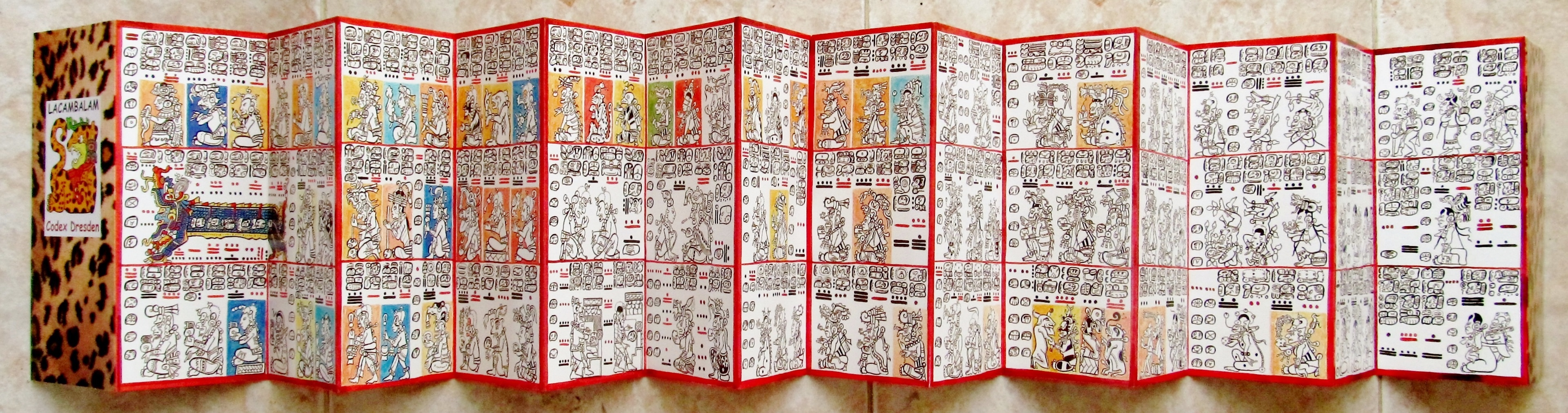
Reproducció moderna del Còdex Dresden

La biblioteca on es guardava el còdex fou atacada durant el bombardeig de Dresden en la Segona Guerra Mundial. El còdex va sofrir danys importants per l'aigua, però posteriorment fou meticulosament restaurat. No obstant això, algunes de les pàgines es retornaren fora de seqüència a la caixa protectora de vidre. S'han mantingut així perquè el dany causat per l'aigua va fer que algunes de les àrees pintades s'adherissin al vidre.

## Descripció

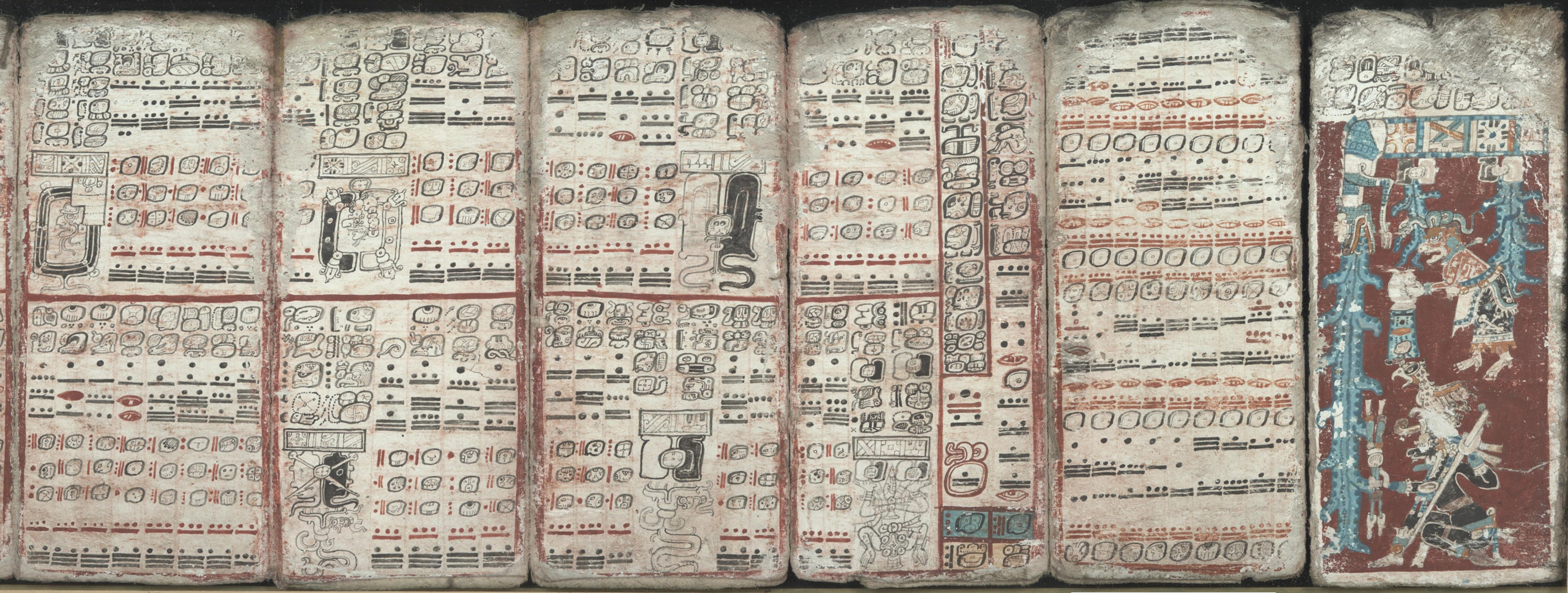
Sis pàgines (55-59, 74) del Còdex B, que representen eclipsis (esquerra), taules de multiplicació i una inundació (dreta)

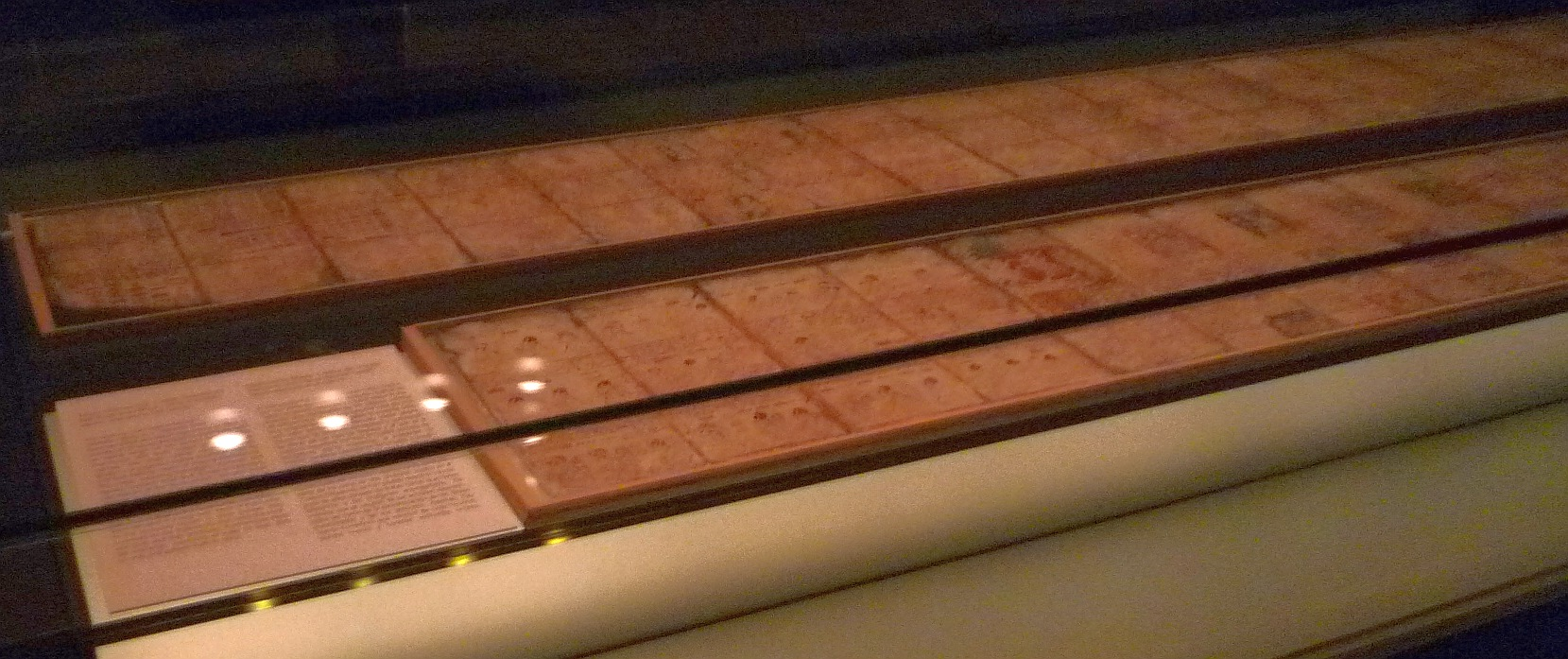
L'exposició actual del còdex. Els versos de les pàgines són visibles a través de miralls

El Còdex Dresden és el més complet dels tres còdexs maies unànimement considerats autèntics. Els noms dels tres còdexs són una referència al lloc on es troben en l'actualitat. El Còdex Dresden està fet de paper amate, escorça de jonote (ficus) aixafada i coberta d'una pasta de calç, doblegat en plecs en forma d'acordió com els plafons d'un paravent.
Té un total de 78 pàgines sobre 39 fulls, amb una longitud total de 3,56 m. Quatre de les pàgines estan buides. Cadascun dels fulls fa 20,5 cm per 10,0 cm. Originàriament, el còdex havia estat doblegat en forma d'acordió. Des de 1835 s'exhibeix en dues parts, cadascuna conservada entre panells de vidre. La primera part conté 20 fulls, la segona 19.
El còdex fou escrit per sis escribes diferents. Cadascú tenia el seu propi tema, estil d'escriptura i glifs. Les imatges dels còdexs es pintaren amb una claredat extraordinària utilitzant pinzells molt fins. Els colors bàsics, fets de tintures vegetals, eren vermell, negre i blau maia.
Han estat descodificats al voltant de 250 dels aproximadament 350 signes del còdex. La majoria se'n refereixen a les figures adjuntes i comenten les imatges en frases curtes. També hi ha nombres, formats per tres símbols: barres (cinc), punts (u) i petxines estilitzades (zero).
El Còdex Dresden conté taules astronòmiques d'una precisió extraordinària. És particularment famós per la seva sèrie lunar i cicles venusians. La sèrie lunar té intervals que es corresponen a eclipsis. La taula de Venus es relaciona amb els moviments aparents del planeta.
Conté també almanacs, taules astronòmiques i astrològiques, i horaris rituals. Les referències numen específiques són associades a un cicle ritual de 260 dies dividits en diverses formes. També inclou instruccions sobre cerimònies d'any nou, així com descripcions de les localitats associades amb la deïtat de la pluja.

## Nombres i seqüència de les pàgines

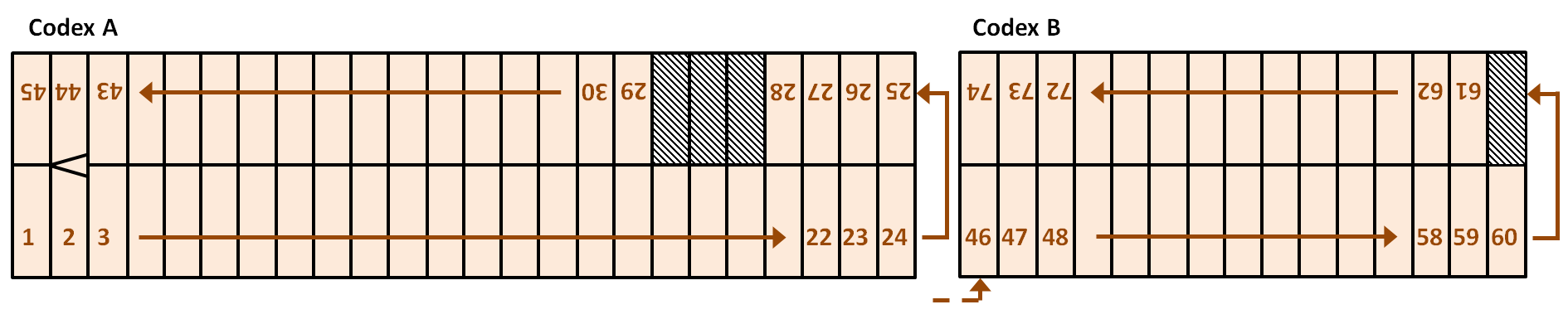
Primera seqüenciació de les pàgines del còdex per Agostino Aglio

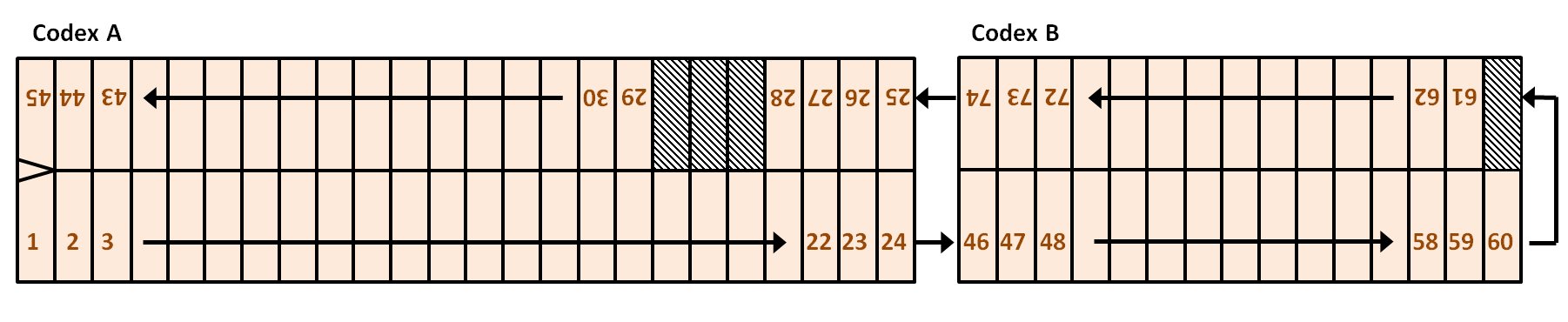
Ordre de lectura correcte de les pàgines del còdex

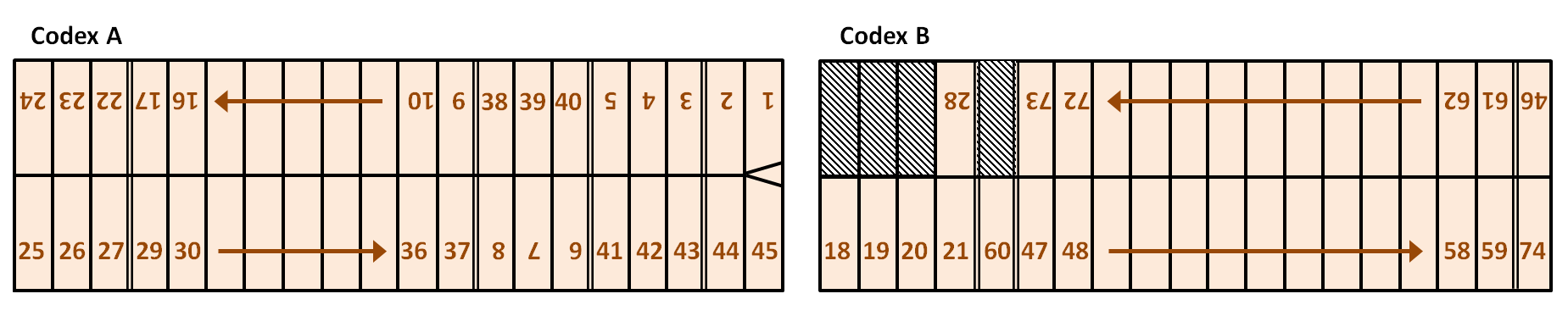
La presentació del Còdex Dresden des de 1945

Els nombres de les pàgines van ser assignats per Agostino Aglio quan es va convertir en el primer a transcriure el manuscrit el 1825-26. Per a això, dividí el còdex en dues parts, amb l'etiqueta Còdex A i Còdex B. Va seqüenciar Còdex A al costat frontal seguit per la seva banda posterior, amb el mateix ordre en el Còdex B. Avui dia, se sap que una lectura còdex ha de travessar la part frontal per complet, seguida de la part posterior del manuscrit, és a dir, pàgines 1-24 seguides per 46-74 i 25-45.
El 1836, el bibliotecari K. C. Falkenstein ajustà la posició relativa de les pàgines per "raons estètiques", i en resultà en les dues parts de grandària similar que es coneixen avui. En desxifrar el còdex, el bibliotecari Ernst Förstemann descobrí un error en l'assignació de nombres de pàgines per Aglio pel que fa als fulls 1/45 i 2/44, de manera que reassignà correctament les pàgines 44 i 45 d'Aglio a les pàgines 1 i 2.
La reversió dels fulls 6/40, 7/39 i 8/38 es deu a un error que va ocórrer quan els fulls es retornaren a la vitrina protectora, després d'haver-se assecat del dany causat per aigua que va ocórrer durant el bombardeig de Dresden el 1945.

## Contingut

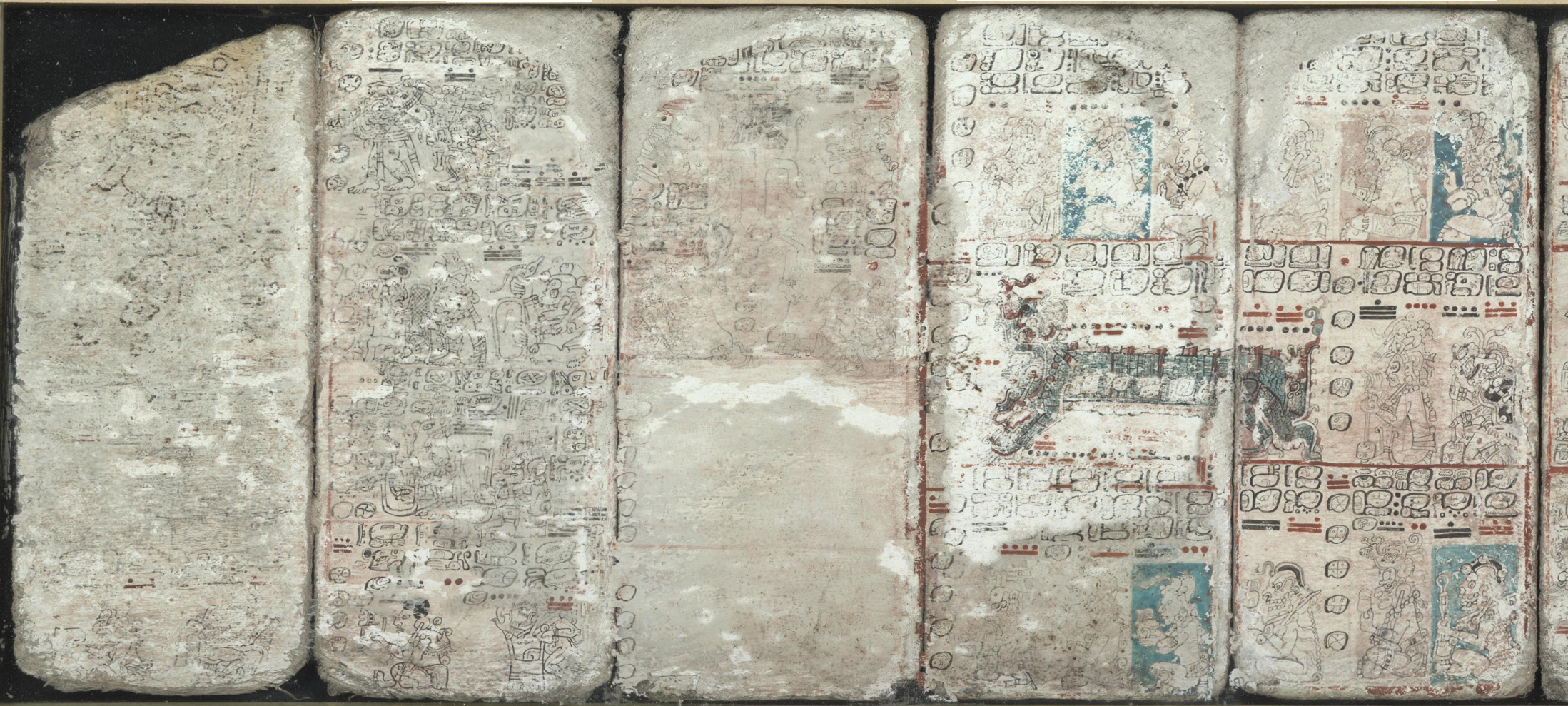
Les pàgines 1 (esquerra) fins a 5 (dreta)

Avui dia, se suposa que les dues parts del còdex eren originàriament unides i que la seqüència de lectura és primer la part davantera, seguida per la posterior. Com això no es va tenir en compte el 1825-26, quan Agostino Aglio introduí la paginació que encara s'utilitza en l'actualitat, l'ordre de lectura històricament correcte de les pàgines és: 1-24, 46-74, 25-45.
El còdex es divideix en deu capítols:
1. Introducció: la roba de les deïtats (pàg. 1-2), sacrifici de Jun Ajaw (pàgina 3), la invocació dels déus, la preparació de les profecies (pàgines 4-15).
2. Almanacs de la deïtat lunar Ix Chel (pàgines 16-23), la dea de la curació i portadora de malalties. Discussió de les malalties, cures i perills en néixer.
3. Taules de Venus (pàgines 24, 46-50): imatges de la deïtat Venus i informació (fets, dates, intervals i signe corresponent) sobre l'aparició del planeta Venus com a estel del matí i l'estel de la tarda durant un període de 312 anys, basada en el cicle de Venus de 584 dies. Venus es considerava una deïtat agressiva i el calendari de Venus devia utilitzar-se per a calcular l'èxit de campanyes militars.
4. Taula d'eclipsis solars i lunars (pàgines 51-58): càlcul de la incidència d'eclipsis solars i lunars. Els maies consideraven els eclipsis que podien predir com a períodes de contratemps i perill, l'impacte del qual van tractar d'evitar mitjançant rituals i sacrificis.
5. Taula de multiplicar pel número 78 (pàgines 58-59). No es coneix la importància d'aquest nombre.
6. Profecies de k'atun (pàgina 60): descriu els desastres que poden ocórrer al final d'un k'atun. En el calendari maia, un k'atun és un període de 20 anys amb un nom específic, el qual tornava després de 13 cicles de k'atun, és a dir, després de 260 anys, i el final d'aquest període s'associava amb el risc de fam, sequera i terratrèmols:[17] la primera part del costat posterior del còdex, amb les seves quatre pàgines en blanc.
7. Nombres serp (pàgines 61-62), pilars de l'univers (pàgines 63-73): els nombres serp indiquen esdeveniments mítics en un període d'uns 30.000 anys. Les pàgines següents es refereixen als pilars de l'univers, i diverses manifestacions del déu de la pluja Chaac. Per als maies, l'origen del temps està estretament vinculat amb l'origen de la pluja. Aquests passatges utilitzen les mateixes paraules que les inscripcions en pedra de l'època clàssica en ciutats maies com la zona arqueològica de Palenque i Tikal.[17]
8. La gran inundació (pàgina 74): representació d'un desastre còsmic que resulta en la destrucció del món per una gran inundació. Seguint les tradicions dels maies, el món existent, la destrucció del qual es prediu aquí, ja va ser precedit per tres altres mons.
9. Cerimònies de començament de l'any nou (pàgines 25-28): descripció dels rituals que el rei i el sacerdot havien de dur a terme durant els últims cinc dies de l'any solar. Les cerimònies d'any nou es consideraven recreacions simbòliques de l'univers després d'un apocalipsi.
10. Almanac (calendari profètic) per a l'agricultura (pàgines 29-41): taules del recorregut del déu de la pluja i de Mart (pàgines 42-45). El calendari profètic contenia afirmacions sobre el clima i la collita i també serví de guia per als cultius. Les pàgines 42-45 inclouen seccions breus sobre el recorregut del déu de la pluja i de Mart amb els seus moviments cíclics de 780 dies. L'última part de la darrera pàgina inclou una taula de multiplicar pel número 91, un nombre el significat del qual és desconegut en l'actualitat.[17]